# Hagharcin (miejscowość)
Hagharcin – wieś w Armenii, w prowincji Tawusz. W 2011 roku liczyła 3791 mieszkańców.